# Rosenaustadion
Het Rosenaustadion is het voetbalstadion in Augsburg (Duitsland). Het stadion is geopend in 1951.
Anno 2007 heeft het Rosenaustadion een capaciteit van 28.000 personen.